# Махаря-Раурти

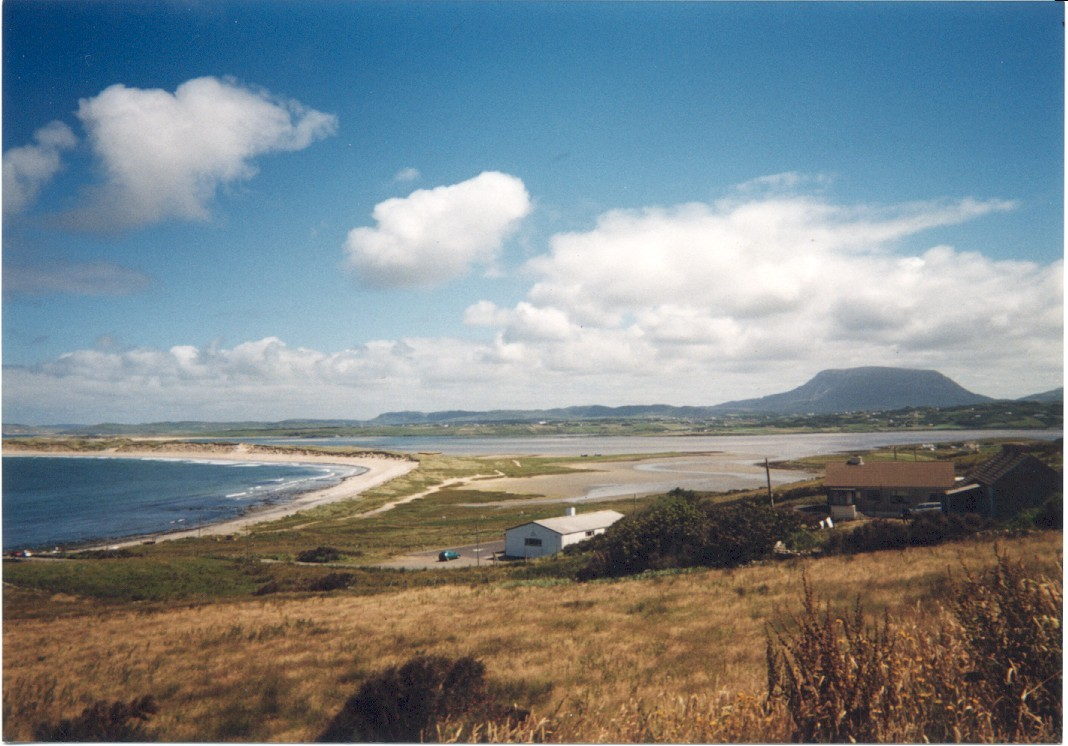

Махаря-Раурти (Махерароарти; англ. Magheraroarty; ирл. Machaire Rabhartaigh, «равнина прилива») — деревня в Ирландии, находится в графстве Донегол (провинция Ольстер).
Основная дорога, ведущая в деревню — R257; большая часть паромов на остров Тори идёт отсюда.